# Mesure de Mahler
En mathématiques, la mesure de Mahler est une mesure de la complexité des polynômes. Elle porte le nom de Kurt Mahler (1903–1988) et était à l'origine utilisée dans la recherche de grands nombres premiers. En raison de la connexion à des valeurs particulières des fonctions L, elle fait l'objet de nombreuses conjectures en théorie analytique des nombres. Elle est aussi utilisée dans les Bornes de Landau-Mignotte reliant les coefficients d'un polynôme aux coefficient de ses diviseurs.

## Définition
La mesure de Mahler {\displaystyle M(p)} d'un polynôme {\displaystyle p(x)\in \mathbb {C} [x]} à coefficients réels ou complexes est par définition :
{\displaystyle M(p)=\lim _{\tau \rightarrow 0}\|p\|_{\tau }=\exp \left({\frac {1}{2\pi }}\int _{0}^{2\pi }\ln(|p(\mathrm {e} ^{\mathrm {i} \theta })|)\,d\theta \right).}
où
{\displaystyle \|p\|_{\tau }=\left({\frac {1}{2\pi }}\int _{0}^{2\pi }|p(e^{i\theta })|^{\tau }\,d\theta \right)^{1/\tau }\,}
est la norme {\displaystyle L_{\tau }} de {\displaystyle p}. A l'aide de la formule de Jensen, on peut montrer que pour la factorisation :  
{\displaystyle p(z)=a(z-\alpha _{1})(z-\alpha _{2})\cdots (z-\alpha _{n})}
on obtient l'expression :
{\displaystyle M(p)=|a|\prod _{i=1}^{n}\max\{1,|\alpha _{i}|\}=|a|\prod _{|\alpha _{i}|\geq 1}|\alpha _{i}|}.
La mesure de Mahler logarithmique d'un polynôme est définie comme
{\displaystyle m(p)=\log M(p)} .
La mesure de Mahler d'un nombre algébrique {\displaystyle \alpha } est définie comme la mesure de Mahler du polynôme minimal de {\displaystyle \alpha } sur {\displaystyle \mathbb {Q} }.

## Démonstration
La formule de Jensen affirme que pour une fonction holomorphe {\displaystyle f} ayant pour zéros {\displaystyle \alpha _{1},\cdots ,\alpha _{N}} sur le disque fermé {\displaystyle {\overline {D(0,r)}}}on a la relation
{\displaystyle \log |f(0)|=-\sum _{k=1}^{N}\log \left({\frac {r}{|\alpha _{k}|}}\right)+{\frac {1}{2\pi }}\int _{0}^{2\pi }\log |f(r\mathrm {e} ^{\mathrm {i} \theta })|\,\mathrm {d} \theta .}
En appliquant cette formule à la fonction {\textstyle f(z)={\frac {P(z)}{a}}} où {\textstyle P(z)=a(z-\alpha _{1})(z-\alpha _{2})\cdots (z-\alpha _{n})} en {\displaystyle r=1} on obtient :
{\displaystyle 0+\sum _{k\in [\![1,n]\!]{\text{ et }}|\alpha _{k}|<1}\log \left({\frac {1}{\alpha _{k}}}\right)={\frac {1}{2\pi }}\int _{0}^{2\pi }\log(|P(\mathrm {e} ^{\mathrm {i} \theta })/a|)\,\mathrm {d} \theta ={\frac {1}{2\pi }}\int _{0}^{2\pi }\log(|P(\mathrm {e} ^{\mathrm {i} \theta })|)\,\mathrm {d} \theta -\log(|a|)}.
En passant le {\displaystyle \log(|a|)} de l'autre côté de l'égalité et en appliquant la relations coefficients racines qui donne {\displaystyle |a|=|\alpha _{1}\cdots \alpha _{n}|}, puis en passant à l'exponentielle on retrouve bien {\displaystyle M(P)=|a|\prod _{k=1}^{n}\max(1,|\alpha _{k}|)}.

## Propriétés
- La mesure de Mahler est multiplicative, c'est-à-dire : {\displaystyle M(p\,q)=M(p)\cdot M(q).}
- Pour les  polynômes cyclotomiques et leurs produits, on a  {\displaystyle M(p)=1} .
- Théorème de Kronecker : Si {\displaystyle p} un polynôme unitaire irréductible à coefficients entiers et {\displaystyle M(p)=1} , alors soit {\displaystyle p(z)=z} , soit {\displaystyle p} est un polynôme cyclotomique.
- La conjecture de Lehmer (en) stipule qu'il existe une constante {\displaystyle \mu >1} telle que tout polynôme irréductible {\displaystyle p} à coefficients entiers est soit cyclotomique soit vérifie {\displaystyle M(p)>\mu } .
- La mesure de Mahler d'un polynôme unitaire à coefficients entiers est un nombre de Perron .

## Valeurs spéciales des fonctions L
Il existe de nombreuses relations, en partie conjecturées et en partie également prouvées, entre les mesures de Mahler (logarithmiques) des polynômes et des valeurs particulières des fonctions L .
Historiquement, le premier exemple est la formule de Smyth:
{\displaystyle m(1+x_{1}+x_{2})={\frac {3{\sqrt {3}}}{4\pi }}L(\chi _{-3},2)=\int _{1/6}^{5/6}\ln(2\sin(\pi t))\,\mathrm {d} t={\frac {1}{\pi }}\operatorname {Cl} _{2}\left({\frac {\pi }{3}}\right)}
où
{\displaystyle L(\chi _{-3},s)={\frac {1}{1^{s}}}-{\frac {1}{2^{s}}}+{\frac {1}{4^{s}}}-{\frac {1}{5^{s}}}+-\ldots } .
et (Boyd 1981)
{\displaystyle m(1+x_{1}+x_{2}+x_{3})={\frac {7}{2\pi ^{2}}}\zeta (3)}
Une conjecture de Ted Chinburg affirme que, pour tout entier positif {\displaystyle f} , il existe un polynôme de Laurent {\displaystyle P_{f}\in \mathbb {Z} (x,y)} et un nombre rationnel {\displaystyle r_{f}\in \mathbb {Q} } tel que
{\displaystyle m(P_{f})=r_{f}d_{F}}
où 
{\displaystyle d_{f}={\frac {f{\sqrt {f}}}{4\pi }}L(\chi _{-f},2)}
est le discriminant du caractère {\displaystyle \chi _{-f}(n)=\left({\frac {-f}{n}}\right)}.
Une approche qui remonte à Boyd et Rodriguez-Villegas consiste à représenter les mesures logarithmiques de Mahler d'une certaine classe de polynômes comme des combinaisons linéaires rationnelles de valeurs du dilogarithme de Bloch-Wigner d'arguments algébriques, et de mettre ces valeurs à leur tour en relation avec le volume d'une variété hyperbolique, et en les reliant à des valeurs spécifiques de fonctions zêta via le théorème de Borel.

## Mesure de Mahler pour les polynômes de plusieurs variables
La mesure de Mahler {\displaystyle M(p)} d'un polynôme {\displaystyle p(x_{1},\ldots ,x_{n})\in \mathbb {C} [x_{1},\ldots ,x_{n}]} est défini de manière analogue par la formule
{\displaystyle M(p)=\exp \left({\frac {1}{(2\pi )^{n}}}\int _{0}^{2\pi }\int _{0}^{2\pi }\cdots \int _{0}^{2\pi }\ln \left(\left|p(\mathrm {e} ^{\mathrm {i} \theta _{1}},\mathrm {e} ^{\mathrm {i} \theta _{2}},\ldots ,\mathrm {e} ^{\mathrm {i} \theta _{n}})\right|\right)\,\mathrm {d} \theta _{1}\,\mathrm {d} \theta _{2}\cdots \mathrm {d} \theta _{n}\right).}
On peut montrer que {\displaystyle M(p)} converge (Lawton 1983).
Pour {\displaystyle {\boldsymbol {r}}=(r_{1},\ldots ,r_{n})\in \mathbb {N} ^{n}}, soit
{\displaystyle q({\boldsymbol {r}}):=\min\{\max\{|s_{j}|:1\leq j\leq N\}:s=(s_{1},\dots ,s_{N})\in \mathbb {Z} ^{N},s\neq (0,\dots ,0)\ {\text{and}}\ \sum _{j=1}^{N}s_{j}r_{j}=0\}}
Alors on a :
{\displaystyle M\left(p(x_{1},\ldots ,x_{n})\right)=\lim _{{\boldsymbol {r}}\in \mathbb {N} ^{n} \atop q({\boldsymbol {r}})\to \infty }M\left(p(x^{r_{1}},x^{r_{2}},\ldots ,x^{r_{n}})\right).}